# 債権総論
債権総論（さいけんそうろん）とは、債権総則（民法第399条から第520条までの第三編第一章）に関する解釈論である。債権総則は、債権がその発生原因にかかわらず共通に有する性質および効力についての規定を集めたものであり、したがって抽象的な規定が多い。
民法典において債権総則の構成は、債権の目的、債権の効力、多数当事者の債権および債務、債権の譲渡、債権の消滅という順序で編集されている。

## 概要
従来、債権総論と債権各論をまとめて債権という教科書・基本書を編み、物権と対比する例が多かった。しかし、近時は、債権者代位権、詐害行為取消権、弁済による代位、債権譲渡、相殺、保証などが債権保全、債権回収の手段として用いられ、または銀行等の金融機関が活用する金融法の分野において共通する性格を有する結果、大学の講義において担保物権と併せた科目とすることがあり、これに合わせた教科書が増えている（なお、債権と物権とを必ずしも峻別すべきではないと主張するものとして鈴木禄彌『物権法講義[4訂版]』（創文社、1994年）。後者の例として、内田貴『民法III債権総論・担保物権』（東京大学出版会、初版1996年）がある。

## 構成
第1章　総則 （第399条～第520条） 
- 第1節　債権の目的 （第399条～第411条）
- 第2節　債権の効力（第412条～第426条） 
  - 第1款　債務不履行の責任等（第412条～第422条）
  - 第2款　債権者代位権及び詐害行為取消権（第423条～第426条）
- 第3節　多数当事者の債権及び債務（第427条～第520条） 
  - 第1款　総則（第427条）
  - 第2款　不可分債権及び不可分債務（第428条～第431条）
  - 第3款　連帯債務（第432条～第445条）
  - 第4款　保証債務
    - 第1目　総則（第446条～第465条）
    - 第2目　貸金等根保証契約（第465条の2～第465条の5）
- 第4節　債権の譲渡（第466条～第473条）
- 第5節　債権の消滅（第474条～第520条） 
  - 第1款　弁済
    - 第1目　総則（第474条～第493条）
    - 第2目　弁済の目的物の供託（第494条～第498条）
    - 第3目　弁済による代位（第499条～第504条）

  - 第2款　相殺（第505条～第512条）
  - 第3款　更改（第513条～第518条）
  - 第4款　免除（第519条）
  - 第5款　混同（第520条）